# Aymavilles
Aymavilles é uma comuna italiana da região do Vale de Aosta com cerca de 1.850 habitantes. Estende-se por uma área de 53 km², tendo uma densidade populacional de 35 hab/km². Faz fronteira com Cogne, Gressan, Jovençan, Saint-Pierre, Sarre, Valsavarenche, Villeneuve.

## Demografia
| Variação demográfica do município entre 1861 e 2011                               |
|                                                                                   |
| Fonte: Istituto Nazionale di Statistica (ISTAT) - Elaboração gráfica da Wikipedia |